# Paisaje fluvial con cacería de jabalíes
Este Paisaje fluvial con cacería de jabalíes (en neerlandés, Rivierlandschap met everzwijnjacht) es una obra de Joos de Momper, pintada hacia el año 1600. Esta tabla mide 121 cm de alto y 196,5 cm de ancho. Se guarda en el Rijksmuseum, Ámsterdam, en los Países Bajos.
Joos de Momper se distinguió por la elaboración de paisajes como este, en los comienzos de este género que luego alcanzaría gran desarrollo en las generaciones posteriores de artistas holandeses. No se trata de reflejar un paisaje concreto y real que el artista haya visto, sino una composición con paisajes de diferente tipo unidos en el mismo cuadro: una colina con un molino de viento, un río, un castillo sobre una montaña, barcos y una ciudad con puerto. A este género específico se le llamaba «paisajes del mundo».
La caza del jabalí en sí se encuentra en el primer plano. Está representada con realismo. Los tonos en este primer plano son más bien oscuros, contrastando con los colores claros de los planos posteriores. Se adopta un punto de vista alto, como puede verse en los paisajes de épocas anteriores, como se ve en La batalla de Alejandro en Issos (1528-1529) de Albrecht Altdorfer o en Los cazadores en la nieve (1565) de Pieter Brueghel el Viejo. Posteriormente, Joos de Momper fue adoptando una perspectiva más baja, y en ese sentido evolucionaría el género, como se ve en los paisajes flamencos del siglo XVII (El molino de Wijk bij Duurstede es prototípico).

## Enlaces
- Ficha (enlace roto disponible en Internet Archive; véase el historial, la primera versión y la última). en la página web del Rijksmuseum

- Datos: Q6057345